# Hypnotype placens
Hypnotype placens là một loài bướm đêm trong họ Noctuidae.